# Boomerang (Germania)
Boomerang è stato un canale televisivo tedesco che trasmetteva programmi per bambini in Germania, Svizzera e Austria. È stato lanciato il 1º giugno 2006. Il 1º ottobre 2018 il canale è stato inglobato nella sua omonima controparte europea centro-orientale. Il canale era di proprietà di Turner Broadcasting System.

## Storia
Il canale è stato lanciato il 1º giugno 2006 come canale gemello di Cartoon Network. Trasmetteva originariamente programmi di Hanna-Barbera, Metro-Goldwyn-Mayer e Warner Bros. Animation.
Nel 2015 il canale ha rinnovato la sua identità visiva cambiando bumper, grafica e logo, uniformandoli alle versioni internazionali.
Kabelkiosk, servizio streaming che trasmetteva il canale, ha interrotto la sua trasmissione il 1º marzo 2017.
Il 1º ottobre 2018, Boomerang è stato assorbito dalla sua omonima controparte europea centro-orientale, esattamente come la sua omonima controparte neerlandese l'anno prima.

## Palinsesto

### Palinsesto prima della chiusura
- Le avventure di Benny Blackman e Orange Topham
- Animaniacs
- Baby Looney Tunes
- Be Cool, Scooby-Doo!
- Bunnicula
- Gli antenati
- The Garfield Show
- Grizzy e i lemming - Pelosi e dispettosi
- The Happos Family
- Vita da giungla: alla riscossa!
- L'ispettore Gadget (serie animata 2015)
- The Looney Tunes Show
- Masha e Orso
- Mr. Bean (serie animata)
- L'apprendista cavaliere
- Oddbods
- La Civetta & Co
- The Patty's Pinch & Friends
- Pirate Treasure Adventures
- La Pantera Rosa & Co.
- Pinky and the Brain
- Robin Hood - Alla conquista di Sherwood
- Shaun, vita da pecora
- Scooby-Doo! Dove sei tu?
- The Scooby-Doo Show
- I misteri di Silvestro e Titti
- I Puffi (serie animata 1981)
- La squadra del tempo
- I favolosi Tiny
- Tom & Jerry Kids
- The Tom & Jerry Show (serie animata 2014)
- New Looney Tunes
- Le nuove avventure di Scooby-Doo

### Palinsesto precedente
- Il cucciolo Scooby-Doo
- Beetlejuice
- Il laboratorio di Dexter
- Duck Dodgers
- Freakazoid!
- I pronipoti
- King Kong (serie animata 2000)
- Krypto the Superdog
- Gli zonzoli
- Lucky Luke
- Mike, Lu & Og
- Muppet Babies (serie animata 1984)
- Ovino va in città
- Arriva Paddington
- Che papà Braccio di Ferro
- Le Superchicche
- The Wunderkind Boy
- The Bungle Man
- Tazmania
- T.U.F.F. Puppy
- Favole senza tempo
- Tex Avery Show
- Top Cat

## Loghi

2006 - 2012
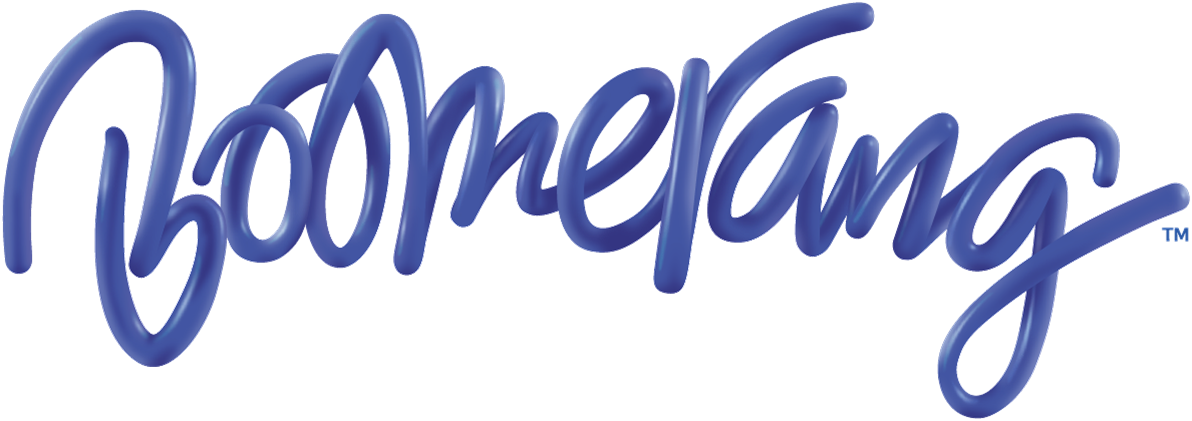
2012 - 2015
2015 - 2018